# 13298 Namatjira
13298 Namatjira eller 1998 RD5 är en asteroid i huvudbältet som upptäcktes den 15 september 1998 av den australiensiske amatörastronomen John Broughton vid Reedy Creek-observatoriet. Den är uppkallad efter målaren Albert Namatjira.
Asteroiden har en diameter på ungefär 5 kilometer.